# En avant vers l'Europe
Pour les articles homonymes, voir Uni.
En avant vers l'Europe (en serbe cyrillique :  Правац Европа ; en serbe latin : Pravac Evropa abrégé PE), anciennement connu sous le nom de Uni (en serbe cyrillique : Уједињени ; en serbe latin : Ujedinjeni), est un groupe parlementaire à l'Assemblée nationale de la Serbie et à l'Assemblée municipale de Belgrade (en). Le groupe parlementaire est composé des partis de la coalition de Union pour la victoire de la Serbie (UZPS) aux élections législatives et présidentielle de 2022. À l'Assemblée nationale, le groupe parlementaire est dirigé par Marinika Tepić, tandis que à l'Assemblée municipale de Belgrade, il est dirigé par Mila Popović.

## Histoire

### Formation
La coalition unis pour la victoire de la Serbie (UZPS), qui comprend le Parti de la liberté et de la justice (SSP), le Mouvement des citoyens libres (en) (PSG), le Mouvement pour l'inversion (en) (PZP), le parti des syndicats unis de Serbie "Sloga" (en) (USS Sloga) et le mouvement Patrie (en), a pris part aux élections législatives et présidentielle de 2022. La coalition se classe deuxième, remportant 38 sièges au total. Peu après l'élection, une série de désaccords sont mis en lumière au sein de l'UZPS, ce qui conduit, finalement, à sa dissolution. En mai 2022, il est annoncé que les partis poursuivraient leur coopération au sein de l'Assemblée nationale et de l'Assemblée municipale de Belgrade.
Après la session constitutive de la 13e législature de l'Assemblée nationale le 1er août, le groupe parlementaire Uni devient le plus grand groupe parlementaire d'opposition. Borislav Stefanović est nommé par le groupe parlementaire comme l'un des sept candidats au poste de vice-président de l'Assemblée nationale. Il est élu le 2 août.

### Activité
Le groupe parlementaire Uni de l'Assemblée municipale de Belgrade propose de mettre en œuvre des transports publics gratuits pour les lycéens et les étudiants et les anciens combattants de la guerre à Belgrade, ainsi que de mettre en place un comité de lutte contre la corruption,. En outre, il critique le budget proposé par le Parti progressiste serbe (SNS) pour Belgrade. En octobre 2022, le groupe parlementaire dépose une motion de destitution du maire Aleksandar Šapić, citant l'autorisation présumée illégale de l'extension d'un appartement à Bežanija. Leur proposition reçoit le soutien du Parti populaire (Narodna), du Parti démocrate. (DS), de Moramo et de Dveri,. 
À l'Assemblée nationale, il s'oppose au rapport sur le Kosovo présenté par le SNS. En outre, il propose une nouvelle loi sur le travail ; il affirme que la loi améliorerait les droits des travailleurs. Il vote contre lors du vote d'investiture pour le troisième gouvernement d'Ana Brnabić le 28 octobre 2022.
Le groupe parlementaire change son nom pour « En avant vers l'Europe » en juillet 2023.

## Composition
À l'Assemblée nationale, le groupe parlementaire Uni est dirigé par Marinika Tepić tandis que Pavle Grbović en est vice-président. À l'Assemblée municipale de Belgrade, Mila Popović en est à sa tête.
| Parti                                             | Chef               | Idéologie              | Positionnement |
| ------------------------------------------------- | ------------------ | ---------------------- | -------------- |
| Parti de la liberté et de la justice (SSP)        | Dragan Đilas       | Social-démocratie      | Centre gauche  |
| Mouvement des citoyens libres (en) (PSG)          | Pavle Grbović      | Libéralisme            | Centre         |
| Mouvement pour l'inversion (en) (PZP)             | Janko Veselinović  | Social-démocratie      | Centre gauche  |
| Mouvement Patrie (en)                             | Slaviša Ristić     | National-conservatisme | Extrême droite |
| Syndicats unis de Serbie "Sloga" (en) (USS Sloga) | Željko Veselinović | Syndicalisme           | Extrême gauche |